# Gravure de reproduction

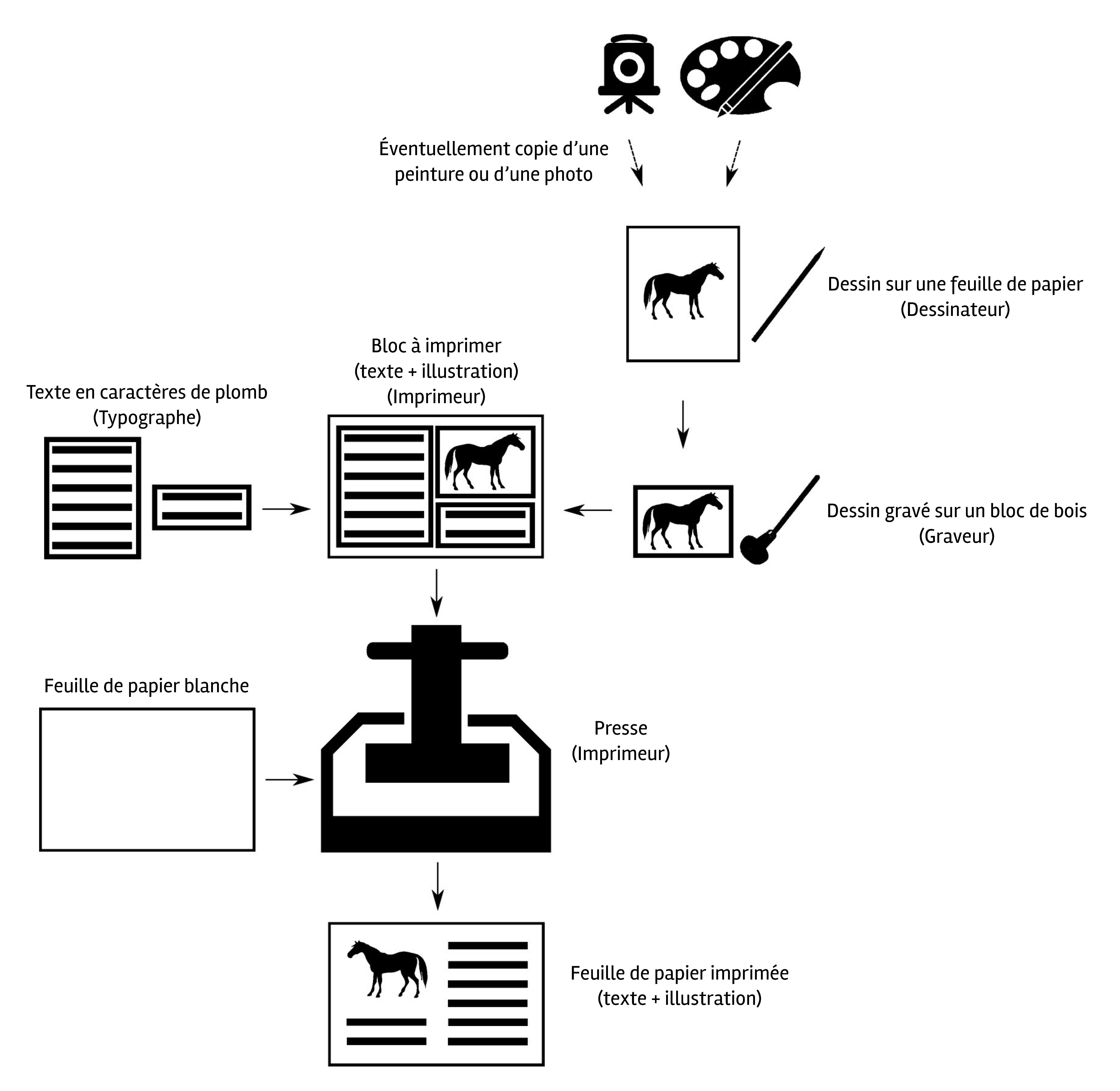
La gravure de reproduction au XIXe siècle : procédure d'impression d'une page illustrée pour un livre ou un journal.

On appelle gravure de reproduction (ou estampe de reproduction) une estampe dont l'image est une œuvre en tant que telle, mais dont l'exécutant n'est pas l'auteur du dessin original — en opposition à l'estampe originale, dont l'auteur de la gravure est aussi celui du dessin,.
La gravure d'interprétation (ou estampe d'interprétation) se distingue de la précédente par la manière dont le graveur traduit le motif original, en des nuances qui lui sont propres.
La gravure est à l'origine avant tout un moyen de reproduction, les moyens photomécaniques n'existant pas encore. L'artiste peintre l'utilise ou emploie des graveurs, pour faire connaître ses tableaux en diffusant son image en plusieurs exemplaires,. Le graveur est alors un artisan recherchant avant tout un but lucratif : il est souvent également l'imprimeur et le marchand de ces estampes. Cependant, au XIXe siècle, les rôles sont répartis : on a le graveur, l'imprimeur (ou tireur) et le marchand-libraire, appelé simplement éditeur.
La gravure a été un facteur important de diffusion de l'art de par l'Europe et le monde, du XVe siècle en Allemagne et dans les Flandres — le premier maître de la gravure de reproduction fut l'italien Marcantonio Raimondi (1480-1534) — au XIXe siècle, avec l'apparition de la lithographie, de la photographie et des catalogues illustrés d'expositions et de musées d'art,. C'est aussi aujourd'hui grâce à des estampes de reproduction que nous connaissons certaines peintures perdues.
Par la suite, la gravure devient plus artistique : l'auteur s'exprime plus personnellement et la gravure d'interprétation devient une gravure originale. La frontière est d'autant plus mince depuis l'apparition de procédés artistiques de reproduction, comme la sérigraphie.

#### Monographies
- Paul Bornet, De la gravure originale, de la gravure de reproduction en particulier, de quelques vérités générales qui sont des lieux communs qu'on demande l'autorisation de redire, Paris, Zay, 1914 (OCLC 11236139).
- (en) Susan Lambert, Victoria and Albert Museum, The Image Multiplied: Five Centuries of Printed Reproductions of Paintings and Drawings, Trefoil, 1987, 216 p. (ISBN 9780862940966).
- Gaëtane Maës, Musée de la Chartreuse, Invention, interprétation, reproduction: gravures des anciens Pays-Bas (1550-1700), Association des conservateurs des musées du nord, 2006, p. 73- (lire en ligne).
- Claudia-Alexandra Schwaighofer, « De la gravure d'interprétation au fac-similé : l'aspect technique des recueils d'estampes d'après dessins au XVIIIe siècle », dans Cordélia Hattori, Estelle Leutrat, Véronique Meyer, Maxime Préaud, À l'origine du livre d'art : les recueils d'estampes comme entreprise éditoriale en Europe, XVIe-XVIIIe siècles, Milan, Silvana (ISBN 978-88-366-1515-5, OCLC 887044819), p. 121-130.
- D'après les Maîtres. La gravure d'interprétation, d'Alphonse Leroy à Omer Bouchery, Lille, Musée de l'Hospice Comtesse, Éditions Eyrolles, 2007.

#### Catalogues d'exposition
- Lise Fauchereau, Philippe Rouillard et Maxime Préaud, Gravé d'après : la gravure d'interprétation du XVIe au XXIe siècle, Issoudun, Musée de l'hospice Saint-Roch, 2004 (ISBN 9782911780134, OCLC 492321691).

#### Articles
- Stephen Bann, « Entre fac-similé et haute gravure : L’image dans la presse française des années 1830 », La trame des images / Histoires de l'illustration photographique, no 20,‎ juin 2007, p. 4-17 (lire en ligne).
- Stephen Bann, « Photographie et reproduction gravée », Études photographiques, no 9,‎ mai 2001 (lire en ligne).
- Viktoria Schmidt-Linsenhoff, « Les estampes d'après Guido Reni : introduction à la gravure de reproduction au XVIIe siècle », Nouvelles de l'estampe, nos 40/41,‎ 1978, p. 5-17 (ISSN 0029-4888, OCLC 888146049).
- Bénédicte Gady, « Gravure d'interprétation et échanges artistiques : les estampes françaises d'après les peintres italiens contemporains (1655 - 1724) », Studiolo, no 1,‎ 2002, p. 64-104 (ISSN 1635-0871, OCLC 886298954).
- Bénédicte Gady, « La gravure d'interprétation comme art et critique d'art : la peinture romaine contemporaine selon Benoît Farjat, Nicolas Dorigny et François Spierre », Nouvelles de l'estampe, no 199,‎ 2005, p. 6-22 (ISSN 0029-4888, OCLC 887188717).
- Emmanuel Pernoud, « Serviteurs devenus maîtres : Focillon et la gravure d’interprétation », Perspective, no 2,‎ 2019, p. 217-226 (DOI 10.4000/perspective.15656, lire en ligne).